# Boschlust

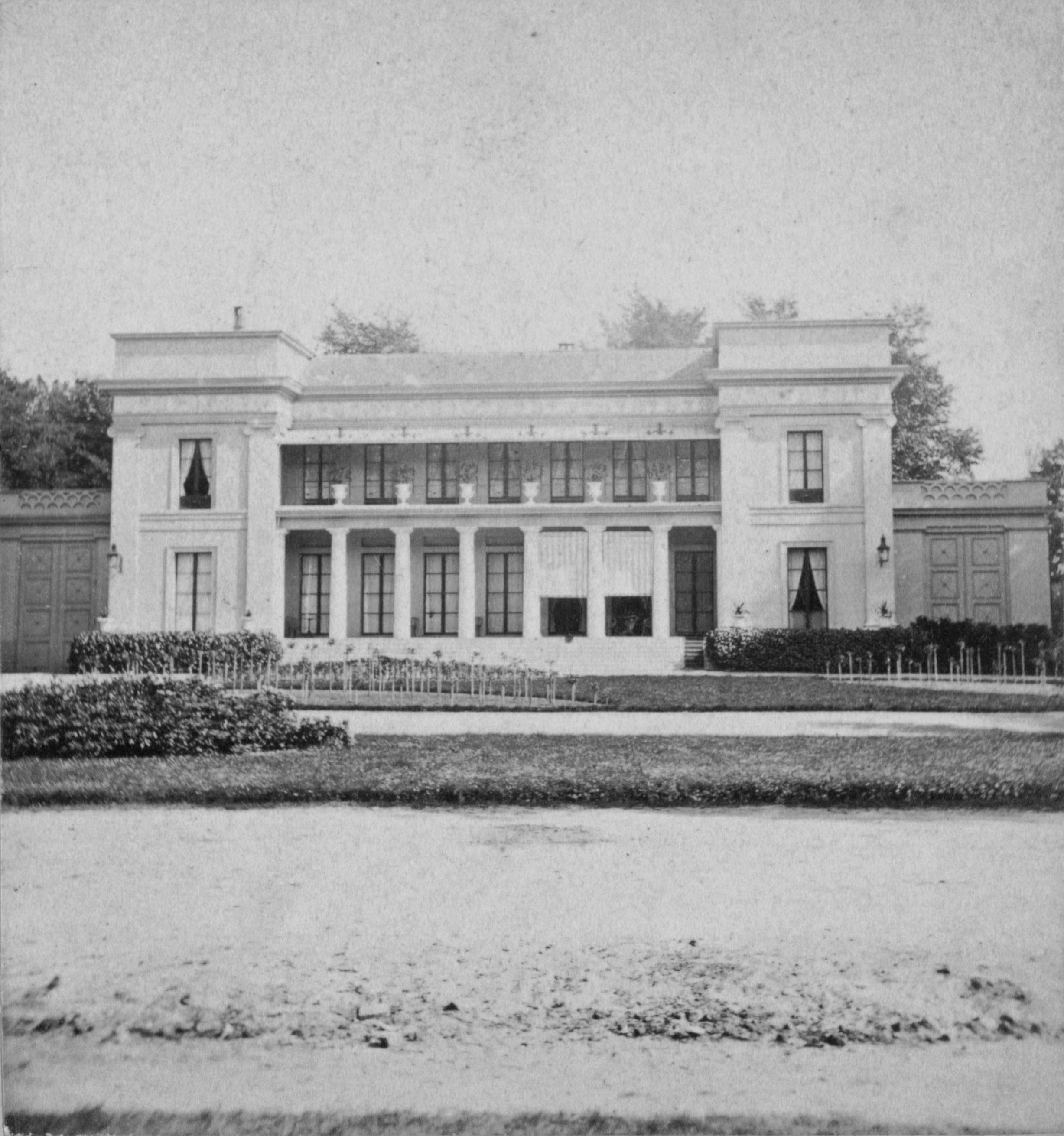
Villa Boschlust, Bezuidenhout, Den Haag. Anonieme fotograaf, circa 1870.

De villa Boschlust was een van de markantste villa's in Den Haag. Boschlust werd in 1838 gebouwd aan de Bezuidenhoutseweg in de Bezuidenhoutse polder. 
Het gebied was in de middeleeuwen gebruikt voor veenontginning en werd nadien gebruikt voor de landbouw. De grond werd in mei 1836 gekocht door generaal Johannes van den Bosch. Voor de aanleg van het huis en de tuin koos hij de architect Jan David Zocher uit Haarlem. Zocher ontwierp een royaal landhuis met twee vleugels. De vloeren binnen waren van marmer en aan de wand werden Parijse spiegels bevestigd. Het huis werd gebouwd door aannemer Harm Wind uit Smilde. Tegelijk met het huis werd het omringende park in landschapsstijl aangelegd. De villa werd gebouwd voor ƒ 70.000 en werd op 1 mei 1838 opgeleverd. De koloniale achtergrond van Van den Bosch was zichtbaar in de hoge, ruime kamers en de open voorgalerijen.
Na het overlijden van generaal Van den Bosch kocht koning Willem II de buitenplaats voor zijn zoon prins Alexander. De prins woonde tot dan toe in een klein huis achter de Haagse Kloosterkerk. In 1845 verhuisde prins Alexander naar Boschlust, waar hij bleef wonen tot zijn dood in 1848. Na het overlijden van de jonge prins op Madeira werd de villa geërfd door zijn ouders, koning Willem II en koningin Anna Paulowna. Toen Willem II een jaar later overleed, trok Anna Paulowna zich terug uit het openbare leven. Haar verslagenheid was zo groot dat ze niet meer wilde wonen in het paleis aan de Kneuterdijk. Ze nam kortstondig haar intrek op Boschlust, om later te vertrekken naar kasteel Biljoen bij Velp. 
Boschlust werd in maart 1851 verkocht aan Cornelis Suermondt (1815-1883), afkomstig uit een Rotterdamse wijnkopersfamilie. Suermondt en zijn gezin zouden er tot zijn overlijden in 1883 blijven wonen. In die periode werd het huis ook wel Villa Suermondt genoemd. In de loop van de jaren 1880 wensten de erven Suermondt de buitenplaats te verkopen en het huis af te laten breken voor een woonwijk, waarvoor de Haagse architect W.B. van Liefland werd aangetrokken. Van plannen de villa te behouden als museum kwam uiteindelijk niets terecht. Het hele complex werd afgebroken rond 1890. De woonwijk die ervoor in de plaats kwam, werd zwaar getroffen bij het bombardement op het Bezuidenhout. Op de plek van de buitenplaats Boschlust staan nu het winkelcentrum New Babylon, de Koninklijke Bibliotheek en het Nationaal Archief.